# John Behan

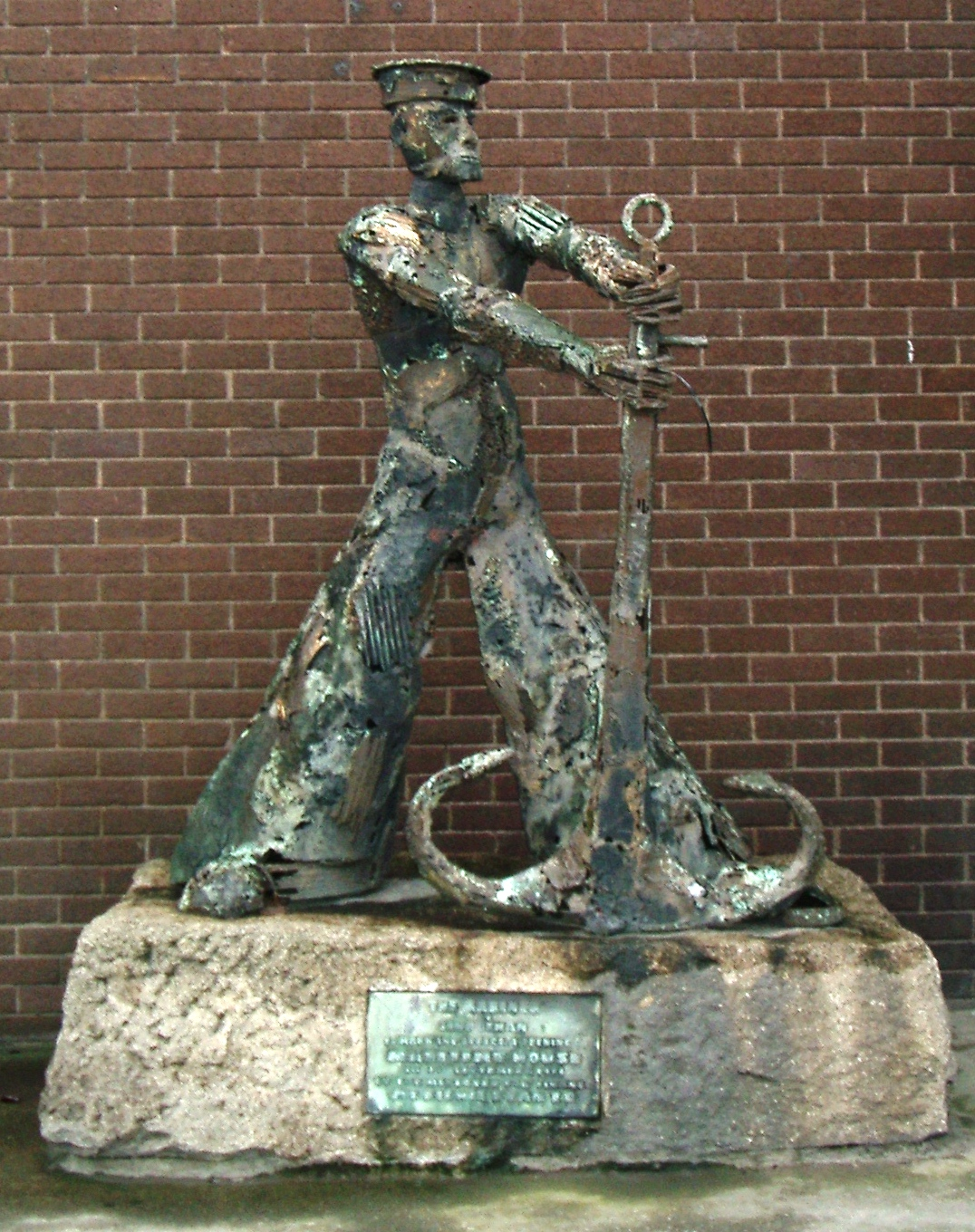
The Mariner – rzeźba autorstwa Johna Behana znajdująca się w Dublinie

John Behan (ur. 1938 w Dublinie) – irlandzki rzeźbiarz.

## Życiorys
Studiował w National College of Art and Design w Dublinie, Ealing Art College w Londynie oraz w  Royal Academy School w Oslo.
W 1967 roku pomagał w założeniu Project Arts Centre oraz Dublin Art Foundry. Członek  stowarzyszenia Aosdána.

## Dzieła (wybór)
- The Liberty Tree – rzeźba w Carlow, upamiętniająca rebeliantów zamordowanych podczas rewolucji irlandzkiej[2]
- Arrival
- Wings of the World
- The Mariner